# المسيحية في تشيلي

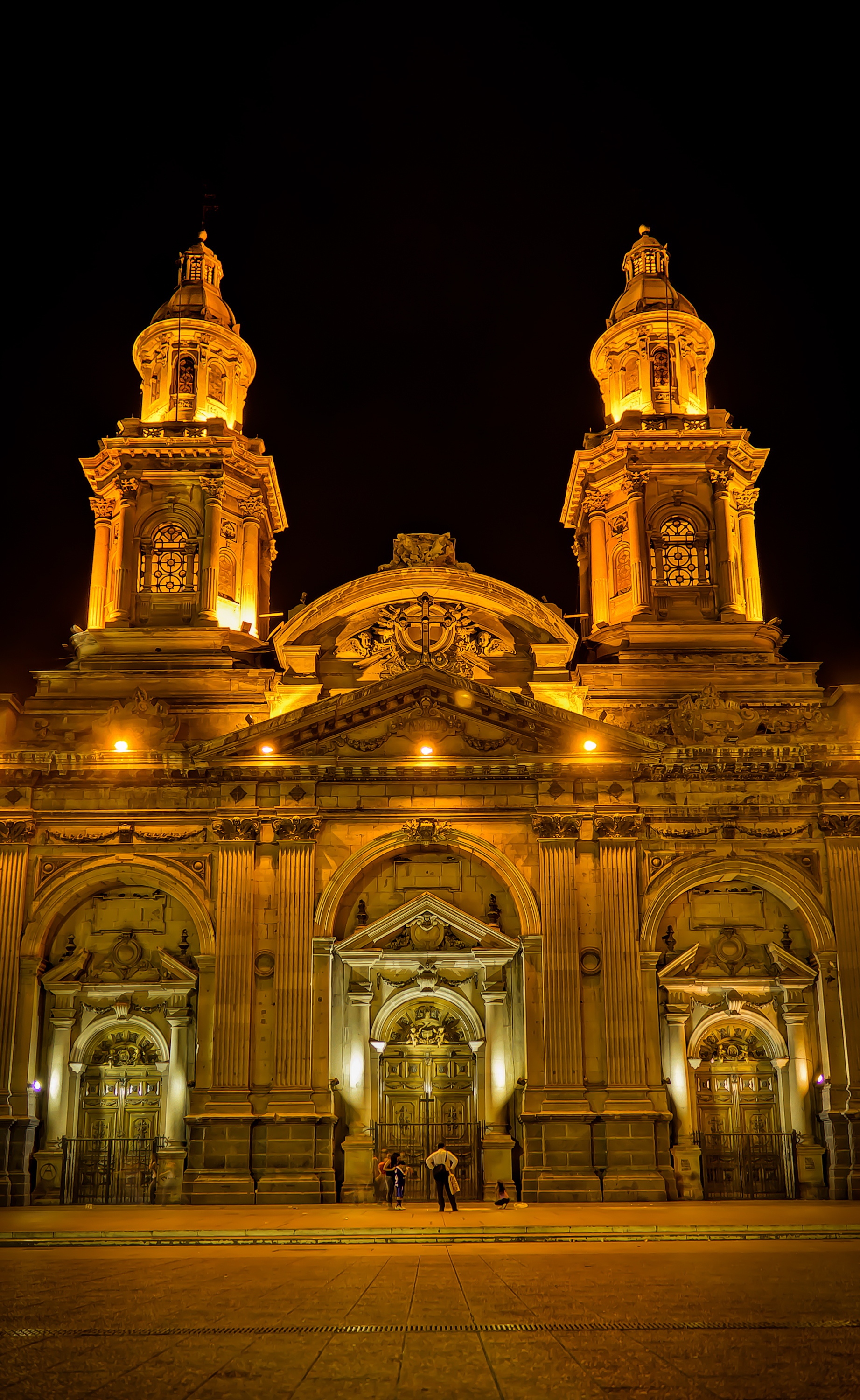
كاتدرائية متروبوليتان سانتياغو والتي بُنيت في عام 1748.

المسيحية في تشيلي هي الديانة السائدة والمهيمنة، والغالبية العظمى من مواطني تشيلي يعرُّفون أنفسهم على أنهم مسيحيون (حوالي 87.2%)، وبحسب التعداد السكاني عام 2012 يشكّل الكاثوليك حوالي 66.6% من التشيليين. وفقًا لتعداد السكان عام 2012، تبين أن 17% من التشيليين هم من أتباع البروتستانتية الإنجيلية وأعلن 4% أنهم ينتمون إلى أديان آخرى.
على الرغم من أن تشيلي قد تم تحديدها في الماضي كدولة محافظة مقارنة بمجتمعات أمريكا اللاتينية الأخرى، فقد انخفض دور الدين والكنيسة وأصبحت الآن دولة فيها التأثير الديني أقل بالمقارنة مع دول المنطقة. يقول فقط 27% من التشيليين أنَّ الدين مهم جدًا في حياتهم، وفقًا لتقرير مركز بيو للأبحاث لعام 2015، ويُداوم أقل من ثلث السكان على المشاركة في الاحتفالات الدينية (38% من البروتستانت وحوالي 11% من الكاثوليك). في السنوات الأخيرة غالبًا ما يُنظر إلى تشيلي على أنها مجتمع كاثوليكي غير متدين، ويختلف عن المجتمعات الأكثر التزاماً دينياً في أمريكا اللاتينية مثل المكسيك والبرازيل.
ينص دستور التشيلي على حرية الدين، وتسهم القوانين والسياسات الأخرى في حق ممارسة الدين بحرية عامة. ويحمي القانون على جميع المستويات هذا الحق بالكامل، رسميًا الكنيسة والدولة منفصلة شيلي. ومع ذلك تتمتع الكنيسة الكاثوليكية بمكانة متميزة وتتلقى أحيانًا معاملة تفضيلية، ويحضر المسؤولون الحكوميين المناسبات الكاثوليكية وكذلك الاحتفالات البروتستانتية الكبرى.
تتخذ الحكومة عدد من الأعياد الكاثوليكية كأعياد وعطل وطنية منها يوم الجمعة العظيمة، وعيد الميلاد، وعيد العذراء سيدة الكرمل، وعيد الحبل بلا دنس، وعيد القديسين بطرس وبولس، وعيد رفع مريم وعيد جميع القديسين. وقد أعلنت الحكومة مؤخرا يوم 31 أكتوبر، ذكرى الإصلاح البروتستانتي، عطلة وطنيَّة عامة تكريمًا للكنائس البروتستانتية في البلاد. وفقًا للتقاليد المسيحيَّة يُعتبر كل من سيدة الكرمل ويعقوب بن زبدي رعاة تشيلي.

## تاريخ

### الحقبة الإستعمارية

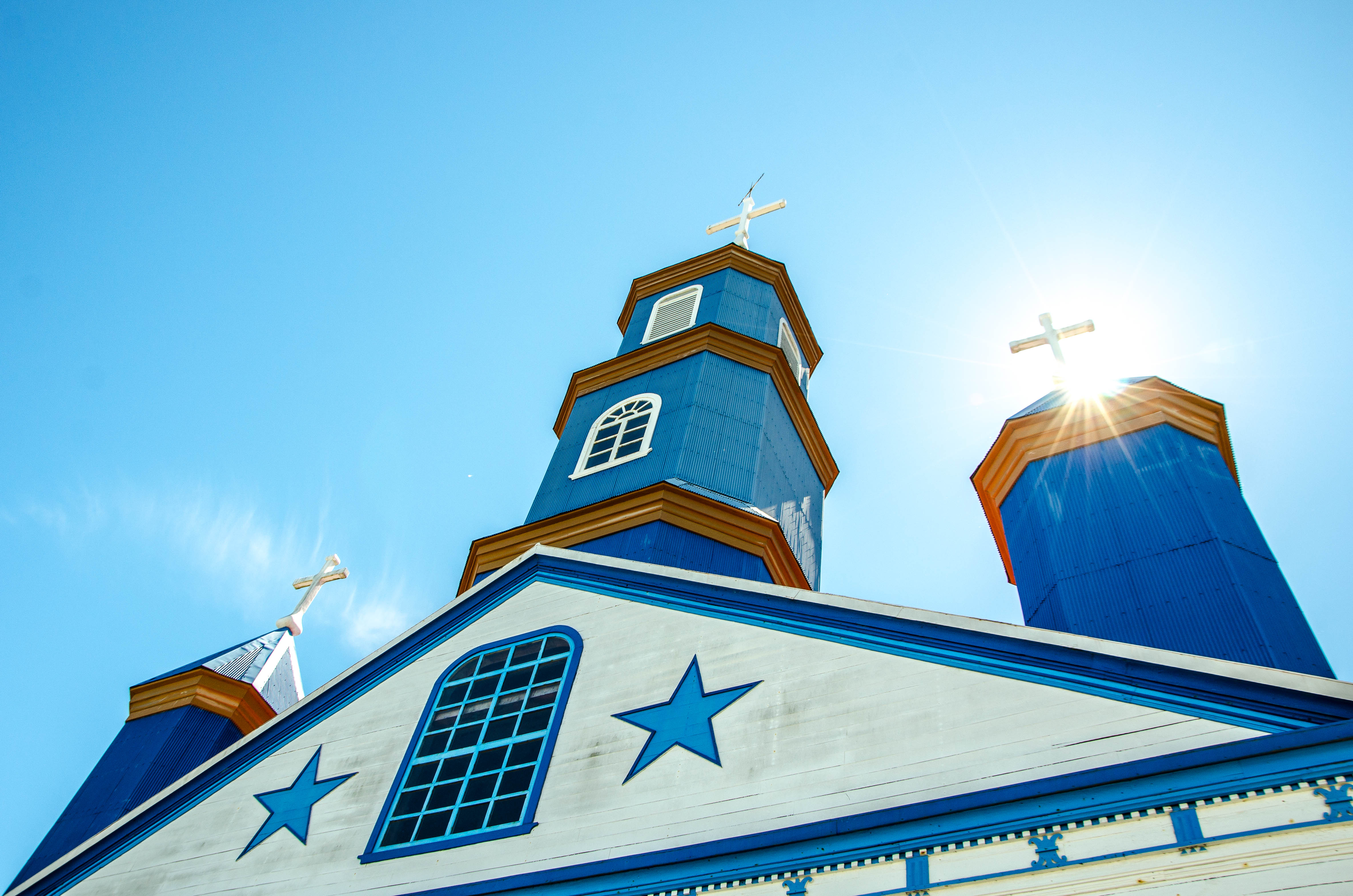
كنيسة تيناون؛ تم إدراج هذه الكنيسة التاريخيّة على قائمة التراث العالمي التابعة لليونيسكو في عام 2000.

كانت الكاثوليكية قد دخلت من قِبل الرهبان الفرنسيسكان والدومنيكان وقد رافقوا الإستعمار الإسباني في القرن السادس عشر. تأسست الرعية الأولى في العام 1547 والأبرشية الأولى في عام 1561، وأنشأت الكنيسة أبرشية سانتياغو الرومانية الكاثوليكية في 27 يونيو من عام 1561. وتنصر معظم السكان الأصليين في المناطق الشمالية والوسطى بدءًا من العام 1650. خلال الفترة الإستعمارة قدمت موجات من المهاجرين من شبه الجزيرة الإيبيرية، خصوصاً من منطقة الباسك وقشتالة وأندلوسيا، وقد تزاوجت الطبقة الأرستقراطية الباسكية مع الطبقة القشتالية الأصلية ذات التقاليد الكاثوليكية الراسخة مع المستيزو، هذه الثقافات المختلطة تُشكل المجتمع وثقافة الطبقة الوسطى التشيلية.
ما بين القرنين السابع عشر والتاسع عشر، عندما كان أرخبيل تشيلوي جزءًا من ممتلكات التاج الإسباني، وخلال هذه الحقبة تم إنشاء كنائس تشيلوي في أرخبيل تشيلوي في إقليم لوس لاغوس باستخدام الأخشاب المنشورة المحليّة والألواح الخشبيّة، على عكس النمط المعماري الاستعماري الإسباني الكلاسيكي الذي كان سائدًا في أمريكا اللاتينيّة، حيث اُستخدمت تلك المواد لمقاومة المناخ المحيطي الرطب والممطر الذي يتصف به أرخبيل تشيلوي. تم بناء هذه الكنائس ما بين القرنين السابع عشر والتاسع عشر، عندما كان أرخبيل تشيلوي جزءًا من ممتلكات التاج الإسباني، حيث تمثّل اندماجًا بين الثقافة اليسوعيّة الأوروبيّة ومهارات الشعوب الأصليّة وتقاليدها، وهي مثال على ثقافة المستيزو. يذكر أنه تم إدراج هذه الكنائس التاريخيّة على قائمة التراث العالمي التابعة لليونيسكو في عام 2000. كما قامت جامعة تشيلي، ومؤسسة كنائس تشيلوي الثقافية، وغيرها من المؤسسات بجهود كبيرة للحفاظ على هذه المنشآت التاريخيّة.

### الاستقلال

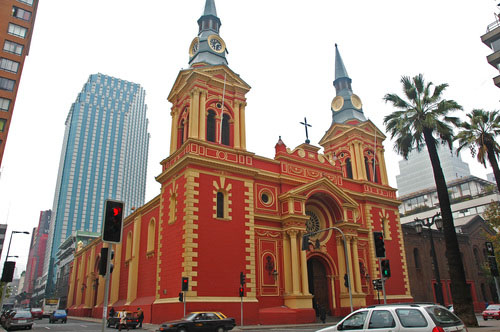
كاتدرائية لا-مارسيد في مدينة سانتياغو.

خلال استقلال تشيلي أعاقت الحكومة نشاط الكنيسة خلال الحملة من أجل الاستقلال (1810-1818)، وذلك في السنوات الأولى للحكومة الجديدة، وقد استمرت الحرب المتقطعة حتى عام 1817. ومع وجود خوسيه ميغيل كاريرا في السجن في الأرجنتين، قاد برناردو أوهيغينز والفريق المناهض لكاريرا وخوسيه دي سان مارتين بطل حرب الاستقلال الأرجنتينية، جيشًا عبر الأنديز إلى تشيلي وهزم الملكيين. في 12 فبراير من عام 1818، تم إعلان تشيلي كجمهورية مستقلة. إلا أن الثورة السياسية لم تسفر إلا عن تغير اجتماعي طفيف، حيث حافظ المجتمع التشيلي في القرن التاسع عشر على جوهر البنيَّة الاجتماعية الإستعماريَّة الطبقيَّة، والتي تأثرت إلى حد كبير بالسياسة الأسريَّة والكنيسة الرومانية الكاثوليكية. وفي نهاية المطاف برزت رئاسة قوية ولكن بقي ملاك الأراضي الأثرياء أقوياء. لاحقاً أغضب برناردو أوهيغينز الكنيسة الكاثوليكية الرومانية بأفكاره الليبرالية، لكن على الرغم من ذلك حافظ على مكانة الكاثوليكية كدين رسمي للدولة لكنه حاول كبح السلطات السياسية للكنيسة وقام بالتشجيع على التسامح الديني كوسيلة لجذب المهاجرين والتجار البروتستانت. ومثل الكنيسة شعرت الطبقة الأرستقراطية بالخطر حيث قام أوهيغينز بالمحاولة للقضاء على الألقاب النبيلة، والأهم من ذلك للقضاء على العقارات التي تملكها. ودخلت البروتستانتية البلاد خلال النصف الأول من القرن التاسع عشر، وذلك مع الإرسالية التبشيرية الاميركية ديفيد ترمبل.
سيطر الرئيس دييجو بورتاليس على السياسة التشيلية من الحكومة وخلف الكواليس في الفترة من عام 1830 إلى عام 1837. وقام بتركيب مفهوم «الجمهورية الأوتوقراطية» والتي كانت مركزية السلطة في الحكومة الوطنية. حظي برنامجه السياسي بدعم من التجار ومالكي الأراضي الكبار والرأسماليين الأجانب والكنيسة والجيش. وعزز الإستقرار السياسي والاقتصادي بعضهما البعض، حيث شجع بورتاليس على النمو الاقتصادي من خلال التجارة الحرة ووضع النظام المالي الحكومي. وأدرك بورتاليس أهمية الكنيسة الكاثوليكية باعتبارها معقل الولاء والشرعيّة والسيطرة الاجتماعية والإستقرار، كما كان الحال في الفترة الإستعمارية، وألغى الإصلاحات الليبرالية التي كانت تهدد امتيازات وممتلكات الكنيسة، وأعلن على أنَّ الكاثوليكية هي دين الدولة الرسمي. في عقد 1870 بدأ تأثير الكنيسة ينحسر قليلاً في البلاد مع تمرير العديد من القوانين التي أخذت بعض الأدوار القديمة للكنيسة في أيدي الدولة مثل تسجيل الولادات والزواج.

### العصور الحديثة

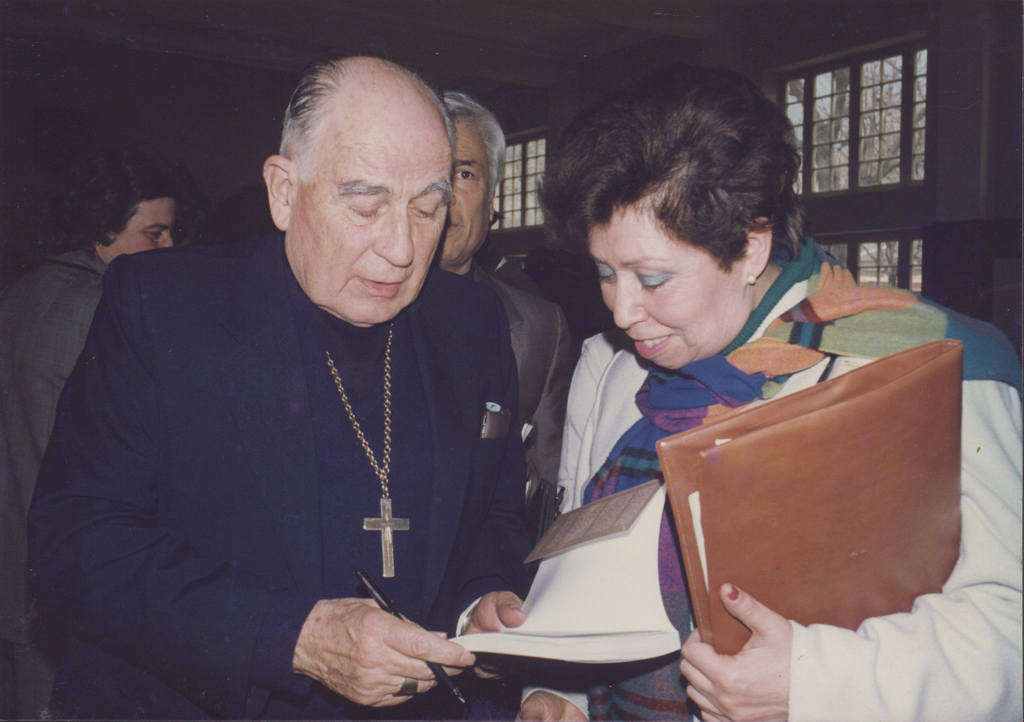
الكاردينال ويلنا سافيدرا؛ كان من أبرز الناقدين لنظام أوغستو بينوشيه الديكتاتوري.

تم فصل الكنيسة عن الدولة رسميًا في عام 1925 بعدما وضع دستور جديد في نفس العام، لكن الدين والكنيسة ساعدا في تشكيل سياسات وقرارات الحكومة في أمور تتراوح من المشاركة المباشرة للكنيسة أثناء الاستعمار إلى تحكيم البابا يوحنا بولس الثاني في نزاع قناة بيغل مع الأرجنيتن في عام 1985 إلى اتخاذ السياسات المحافظة اجتماعياً. في القرن العشرين، واجهت الكنيسة صعوبات في تحقيق المزيد من النجاح بسبب النقص في رجال الدين ومحاولات الحكومة للسيطرة على إدارة الكنيسة. وتوترت العلاقات بين الكنيسة والدولة في عهد الرئيس الماركسي سلفادور ألليندي وتحت الدكتاتورية العسكرية أوغستو بينوشيه؛ ودعمت البرجوازية الكاثوليكيَّة انقلاب الجيش سنة 1973 بقيادة أوغستو بينوشيه على الحكم الديمقراطي للرئيس سلفادور ألليندي. خلال نظام بينوشيه، في حين أن بعض الأساقفة الكاثوليك والكهنة دعموا النظام، الا أن البعض الآخر تحت قيادة رئيس أساقفة سانتياغو وهو الكاردينال راؤول سيلفا إنريكيز أعدوا وثيقة في حقوق الإنسان من أجل «الحصول على مساعدة ذوي المعتقلين المختفين». يُشار إلى وجود «يسار» كاثوليكي أقلوي، ولكنه فاعل، في الساحة التشيليَّة، ولقد أظهر هذا الجناح دعماً واضحاً للديمقراطية، وعبّر عن تضامنه مع الآمال التي حملتها ديمقراطية الليندي. سرعان ما تم إسكات هذا التوجه مع حلول الديكتاتورية، وبروز دور الجناح اليميني في الكنيسة الذي منح بينوشيه شرعية دينية، وحصل منه بالتالي على عطاءاتٍ سمحت له بتوسيع السيطرة في المجتمع، مع اضمحلال دور الجناح التقدمي في الكنيسة. في عام 1984 تمت اتفاقية السلام بين الأرجنتين وتشيلي بوساطة البابا يوحنا بولس الثاني والذي كلّف حينها الكردينال أنطونيو ساموره بالاهتمام بالمسألة. وكان البابا يوحنا بولس الثاني قبل رحلته إلى أمريكا اللاتينية في عام 1987، خلال اجتماع مع الصحفيين، انتقد نظام أوغستو بينوشيه بوصفه «ديكتاتوريًا». وعلى حد تعبير صحيفة نيويورك تايمز، استخدم «لغة قوية غير معتادة» لانتقاد بينوشيه وأكد على الصحفيين أن الكنيسة في تشيلي لا يجب أن تصلي فقط، بل وأن تكافح بنشاط من أجل استعادة الديمقراطية في تشيلي.

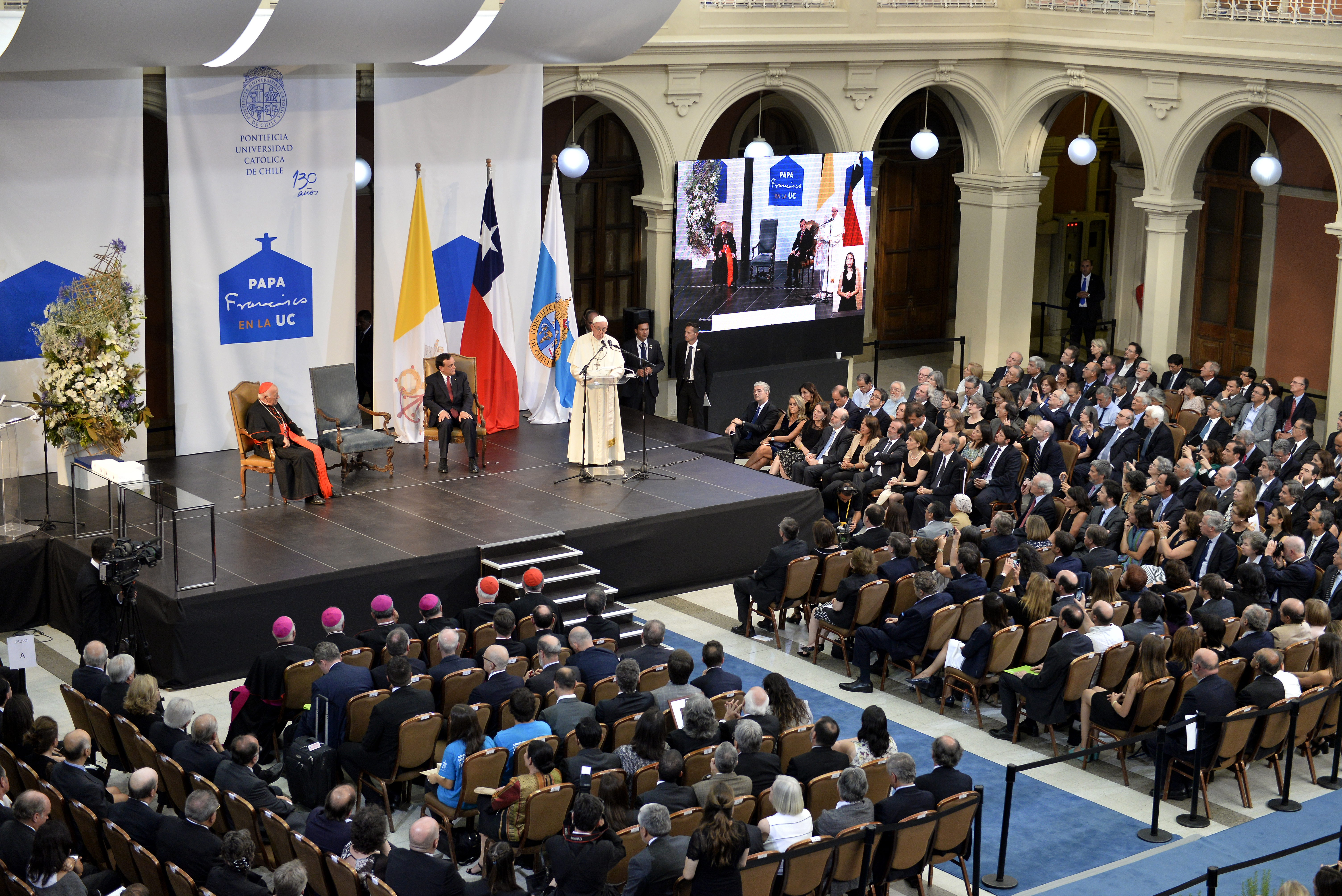
البابا فرنسيس خلال زيارته للجامعة البابوية في التشيلي عام 2018.

في عام 2004 قامت تشيلي في تشريع الطلاق قانونيًا لتكون آخر الدول في أمريكا اللاتينية التي تمنع الطلاق، في ظل نفوذ كبير للكنيسة الكاثوليكية. على الرغم من أن تشيلي قد تم تحديدها في الماضي كدولة محافظة مقارنة بمجتمعات أمريكا اللاتينية الأخرى، فقد انخفض دور الدين والكنيسة وأصبحت الآن دولة فيها التأثير الديني أقل بالمقارنة مع دول المنطقة. في السنوات الأخيرة غالبًا ما يُنظر إلى تشيلي على أنها مجتمع كاثوليكي غير متدين، ويختلف عن المجتمعات الأكثر التزاماً دينياً في أمريكا اللاتينية مثل المكسيك والبرازيل. على الرغم من أنَّ البلدان الأخرى في أمريكا الجنوبية والوسطى ومنطقة البحر الكاريبي شهدت زيادة في التدين والالتزام الديني خلال الثلاثين عامًا الماضية، فإن حالات الاعتداء الجنسي في تشيلي ومحاولة إخفاء المعلومات والتدخل في الشؤون الحكومية من قبل الكنيسة الرومانية الكاثوليكية كانت الأسباب الرئيسية لانحدار الإلتزام الديني في التشيلي. على الرغم من ذلك لا تزال المسيحية الديانة السائدة في البلاد، في عام 2020 قال 63% من السكان أنهم ينتمون إلى الديانة المسيحية. وعلى الرغم من تراجع الكاثوليكية في البلاد، تشهد الكنائس الخمسينية نمواً وازدياداً.
في عام 2018 هزت الكنيسة والمجتمع التشيلي فضيحة وقضية الكاهن فرناندو كاراديما المتهم بارتكاب اعتداء جنسي على قاصرين في تشيلي، وكان فرناندو كاراديما زعيمًا روحيًا وشخصية أب لشباب من النخبة الاجتماعية في سانتياغو، وكان يُقيم في أبرشية البوسكي «(بالإسبانية: Parroquia El Bosque)»، التي تخدم بعض أغنى العائلات في سانتياغو وأكثرها نفوذاً. امتدت صلاته إلى المسؤولين في الديكتاتورية العسكرية لأوغوستو بينوشيه وإلى السفير البابوي في تشيلي، أنجيلو سودانو، الذي أصبح كاردينالًا ووزير خارجية الفاتيكان في عام 1991.
في يناير من عام 2018 قام البابا فرنسيس بزيارة التشيلي وتوجه إلى منطقة المابوش، وهي منقطة يقطنها سكان تشيلي الأصليين الذين يطالبون بأراضي اجدادهم في منطقة والتي كانت ضحية أعمال عنف ارتكبها أقلية متطرفة. وأقام البابا في قلب اراضي السكان الاصليين قداسا لضحايا ديكتاتورية أوغستو بينوشيه، وقال البابا انه أقام القداس «في قاعدة مطار ماكوهو حيث ارتكبت انتهاكات جسيمة لحقوق الإنسان» وعلى نية «كل من عانى ومات، واولئك الذين يحملون كل يوم على اكتافهم وزر العديد من المظالم». وشارك نحو 400,000 شخص في استقبال البابا في قاعدة ماكوهو الجوية قبل ان يلتقي في وقت لاحق ممثلين لأقلية المابوش.

## ديموغرافيا

### احصائيات
| عام  | كاثوليك | بروتستانت | مجمل المسيحيون |
| ---- | ------- | --------- | -------------- |
| 2006 | 70%     | 14%       | 84%            |
| 2007 | 66%     | 18%       | 84%            |
| 2008 | 67%     | 14%       | 81%            |
| 2009 | 67%     | 16%       | 83%            |
| 2010 | 63%     | 17%       | 80%            |
| 2011 | 63%     | 15%       | 78%            |
| 2012 | 59%     | 18%       | 77%            |
| 2013 | 61%     | 17%       | 78%            |
| 2014 | 59%     | 16%       | 75%            |
| 2015 | 61%     | 16%       | 77%            |

## الطوائف المسيحية

### الكاثوليكية

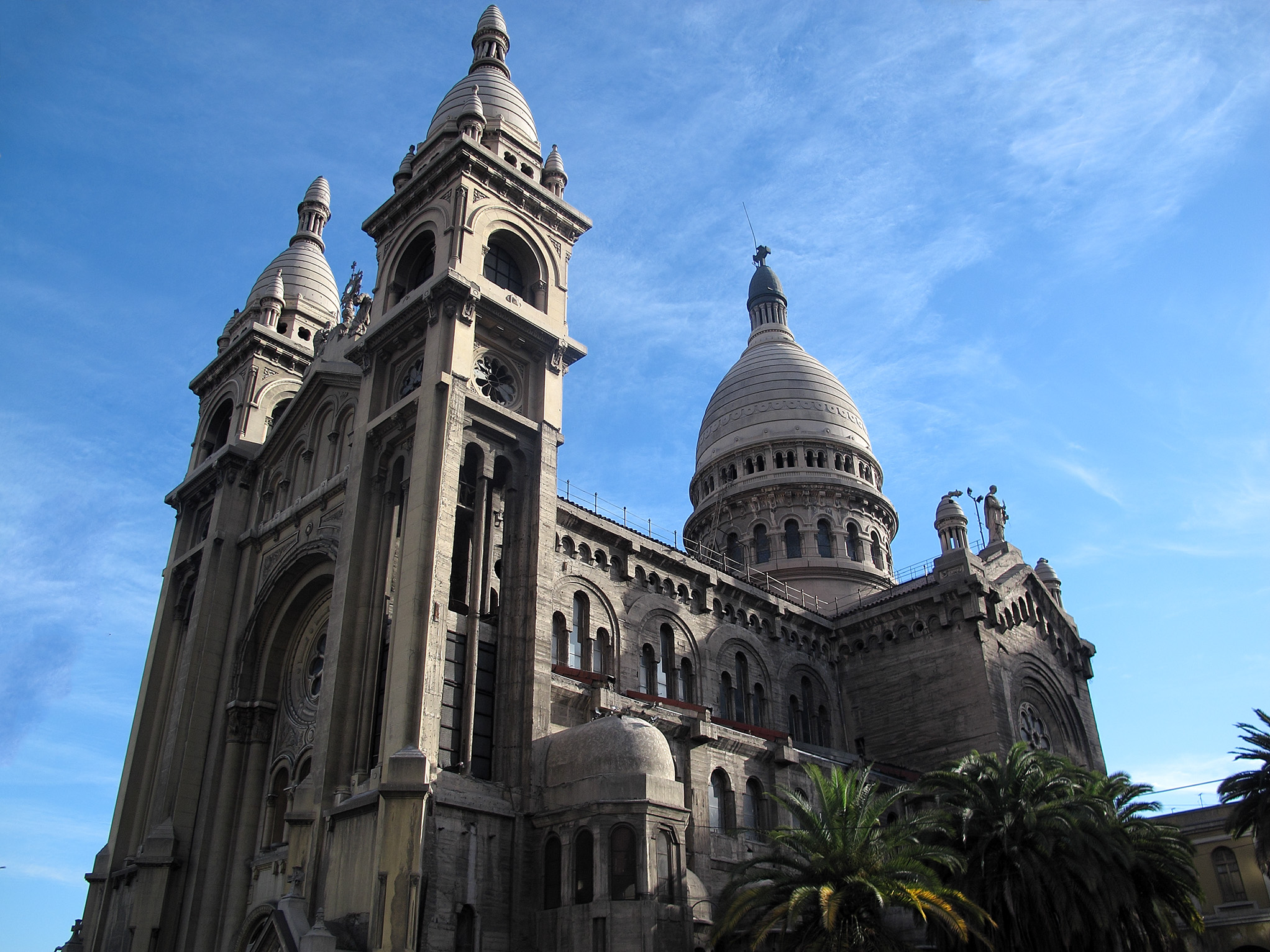
بازيليكا ساكرامنتوس في مدينة سانتياغو.

الكنيسة الكاثوليكية التشيلية هي جزء من الكنيسة الكاثوليكية العالمية في ظل القيادة الروحية للبابا في روما ومجلس الأساقفة التشيلي. في عام 2008 كان هناك نحو أحد عشر مليون معمد كاثوليكي أي نحو 66.2% من مجموع السكان أي 16.5 مليون. هناك خمسة مطرانيات وحوالي 18 أبرشية، ونيابة رسولية واحدة، وحبرية شخصية واحدة (أوبوس داي).
كانت الكاثوليكية قد دخلت من قبل الرهبان الفرنسيسكان والدومنيكان وقد رافقوا الإستعمار الإسباني في القرن السادس عشر. تأسست الرعية الأولى في العام 1547 والأبرشية الأولى في عام 1561، وأنشأت الكنيسة أبرشية سانتياغو الرومانية الكاثوليكية في 27 يونيو من عام 1561. وتنصر معظم السكان الأصليين في المناطق الشمالية والوسطى بدءًا من العام 1650. في القرن العشرين، واجهت الكنيسة صعوبات في تحقيق المزيد من النجاح بسبب النقص في رجال الدين ومحاولات الحكومة للسيطرة على إدارة الكنيسة. تم الفصل بين الكنيسة والدولة بعدما وضع دستور جديد في عام 1925. وتوترت العلاقات بين الكنيسة والدولة في عهد الرئيس الماركسي سلفادور ألليندي وتحت الدكتاتورية العسكرية أوغستو بينوشيه؛ ودعمت البرجوازية الكاثوليكيَّة انقلاب الجيش سنة 1973 بقيادة أوغستو بينوشيه على الحكم الديمقراطي للرئيس سلفادور ألليندي. خلال نظام بينوشيه، في حين أن بعض الأساقفة الكاثوليك والكهنة دعموا النظام، الا أن البعض الآخر تحت قيادة رئيس أساقفة سانتياغو وهو الكاردينال راؤول سيلفا إنريكيز أعدوا وثيقة في حقوق الإنسان من أجل «الحصول على مساعدة ذوي المعتقلين المختفين».
تُعد الكنيسة الكاثوليكية حاليًا واحدة من مقدمي التعليم الرئيسيين (بما في ذلك الجامعات) والرعاية الصحية في البلاد وتشارك في العديد من المبادرات لدعم المؤسسات الخيرية المختلفة. ومع ذلك، فقد انخفض دعم السكان التشيليين للكنيسة في العقود الماضية، خاصةً بعد نشر حالات متنوعة من الاعتداء الجنسي من قبل أعضاء كاثوليك. وفقًا لمسح أجرته بلازا بابليكا كاديم في أكتوبر 2017، فإن 56% من التشيليين لا يوافقون على أداء الكنيسة الكاثوليكية في تشيلي، بينما يوافق 32% على ذلك.

### البروتستانتية

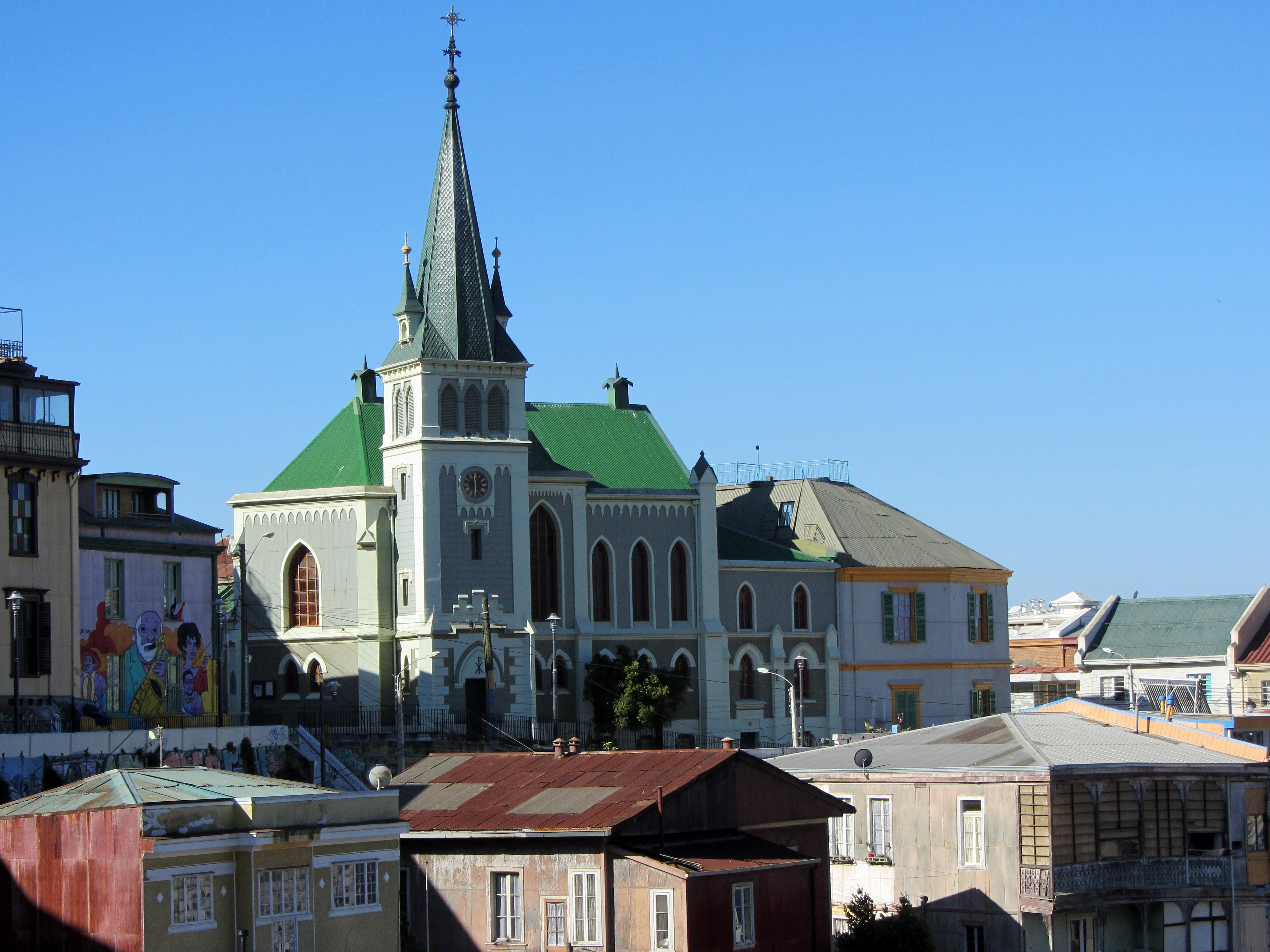
كنيسة لا سانتا كروز اللوثريَّة في مدينة فالبارايسو.

دخلت البروتستانتية البلاد خلال النصف الأول من القرن التاسع عشر، وذلك مع الإرسالية التبشيرية الاميركية ديفيد ترمبل. ومن ثم مع المهاجرين الألمان والذي يعود أصولهم إلى الأجزاء البروتستانتية في ألمانيا إلى فالبارايسو وكانوا ينتمون في المقام الأول إلى المذهب اللوثري. وتواجدت في وقت لاحق أتباع الكنائس الانجليكانية والمشيخية، والمعمدانية، والسبتيَّة، والميثودية، والخمسينية، وغيرهم من المسيحيين البروتستانت. في عام 2012 مثَّل البروتستانت حوالي 17% من مجمل الشعب التشيلي، ويتبع حوالي 90% من الإنجيليين التشيليين المذهب الخمسيني. شهدت البلاد في الآونة الأخيرة نمو ملحوظ في أعداد ونسب المذهب الخمسيني البروتستانتي؛ وقد وجدت دراسة قامت بها مركز بيو للأبحاث عام 2014 حول الديانة في أمريكا اللاتينية أنَّ 17% من سكان التشيلي من البروتستانت؛ ويُشكل الخمسينيين حوالي 61% من مجمل المذاهب البروتستانتية.
وفقًا لإحصائية من مؤسسة لاتينوباروميترو تعود إلى عام 2017 تعد الجماعات البروتستانتية الإنجيلية شابة، حيث أنَّ 44% من التشيليين الإنجيليين هم من الفئة العمرية بين 25 إلى 40، وحوالي 50% منهم من الرجال وحوالي 50% منهم من النساء. وبالمقارنة من أتباع الكنيسة الكاوليكية يعد الإنجيليين أقل تعليماً حيث أنَّ 12% منهم حالي على تعليم عالي بالمقارنة مع حوالي 23% من الكاثوليك التشيليين. على المستوى المذهبي وجدت قامت بها مركز بيو للأبحاث عام 2014 أنَّ البروتستانت الإنجيليين هي المجموعات الدينية التي تملك أعلى معدلات حضور وانتظام للطقوس الدينية مع وجود أغلبية من الملتزمين دينيًا.

### الأرثوذكسية

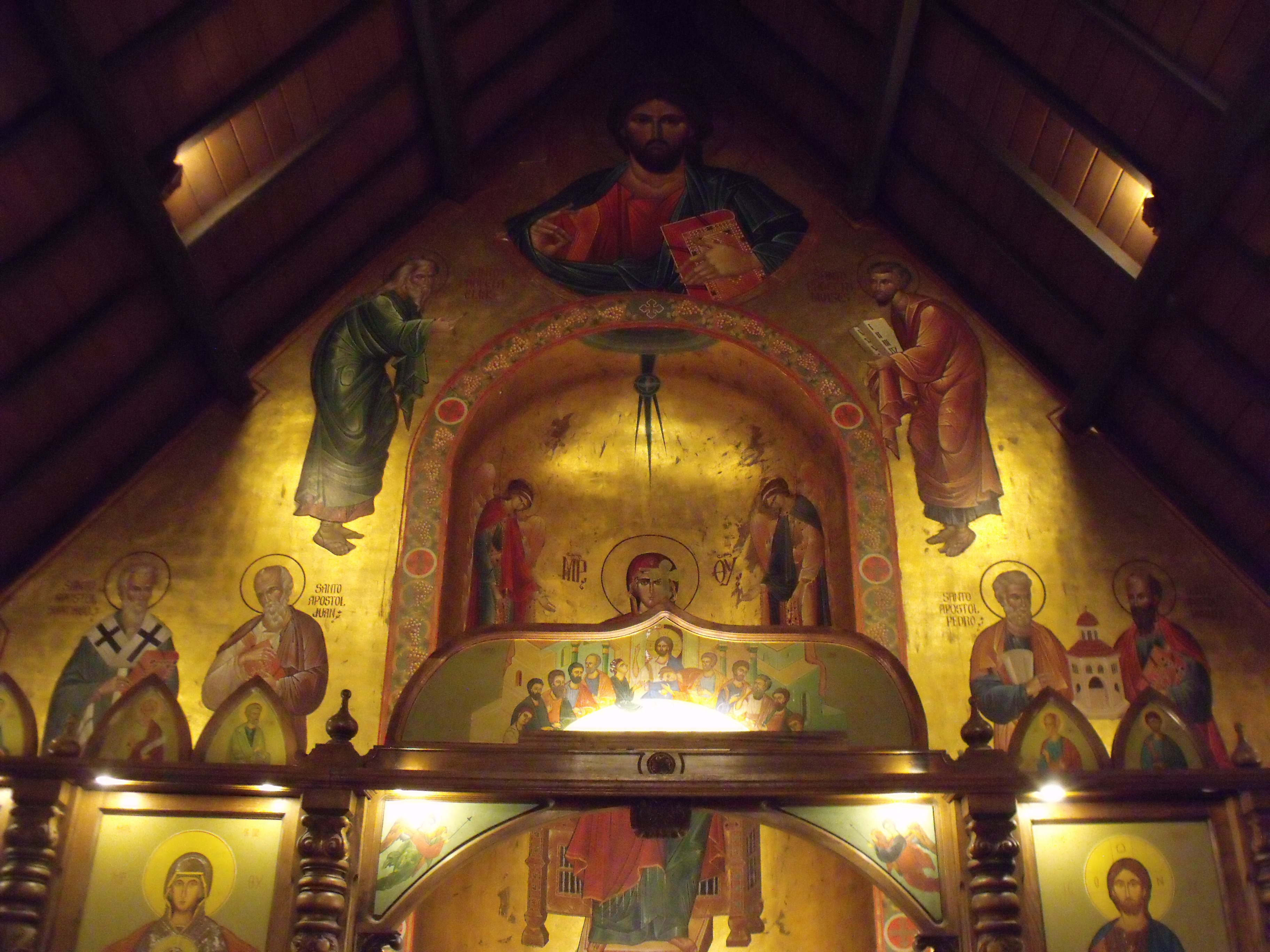
داخل كنيسة السيدة العذراء الأنطاكيَّة في سانتياغو.

هناك تواجد ملحوظ لأتباع الكنيسة الأرثوذكسية الشرقية بالإضافة إلى كنائس مسيحية شرقية أخرى يصل إلى 800,000 تابع، تتكون مذه الكنائس من موجات المهاجرين المسيحيين العرب من الشام خاصًة من اللبنانيين الموارنة، والسوريين، والمسيحيين الفلسطينيين، بالإضافة إلى موجات المهاجرين من الأرمن، واليونانيين، والروس والأوكرانيين في القرن العشرين. لدى المجتمعات المسيحية المشرقية في تشيلي وجود بارز وهي مندمجة بشكل جيد، ويبرز أبنائها في مجال الأعمال التجارية، والتجارة، والخدمات المصرفيَّة، والصناعة، والسياسة. وكان أغلبية المهاجرين الفلسطينيين من المسيحيين من منطقة بيت لحم، بما في ذلك قريتي بيت جالا وبيت ساحور، وبأعداد أقل من القدس والطيبة ورام الله، وبعد أن برز اسم الفلسطينيين المسيحيين في قطاع تجارة الملابس والمنسوجات، اقتحمت استثماراتهم الأنظمة المصرفية وبدأوا في إنشاء بنوكهم الاستثمارية الخاصة.
تضم تشيلي أكبر جالية فلسطينية مسيحية في العالم خارج منطقة فلسطين حيث يصل أعدادهم إلى 350,000 وتعود أصول غالبيتهم إلى بيت جالا وبيت لحم وبيت ساحور ويعتبرون من الأقليات الناجحة جدًا وينتمي غالبيتهم إلى الطبقة العليا والوسطى وهم في الغالب من المتعلمون، كما وقد برز عدد منهم في السياسة والاقتصاد والثقافة. وفي الواقع فإن عدد الفلسطينيين المسيحيين في الشتات في تشيلي وحدها يفوق عدد المسيحيين الذين إستطاعو البقاء في فلسطين. ويعود أصول الموجة الأولى من الهجرة المسيحية الشرقية إلى القرن التاسع عشر حيث هاجر العديد من مسيحيين سوريا العثمانية إلى البلاد مع هويات عثمانيَّة بسبب السياسة التي اتبعتها العثمانيين، ووفقًا لتقرير في صحيفة ذي إندبندنت، فإنّ الآلاف من الفلسطينيين المسيحيين «هاجروا إلى أمريكا اللاتينية في سنوات 1920 عندما تعرضت فلسطين إلى الجفاف والكساد الاقتصادي الشديد»، وكانوا يحطون عادةً في موانئ الأرجنتين، ويعبرون جبال الأنديز على البغال وصولاً إلى تشيلي. في حين أن الموجة الثانية إلى عام 1948 وتأسيس دولة إسرائيل حيث فرَّ أو طرد العديد من المسيحيين الفلسطينيين أثناء حرب 1948. وتأسست كنيسة القديس جرجس الأرثوذكسيَّة وهي إحدى أول الكنائس التابعة للجالية الفلسطينيَّة في سانتياغو، في عام 1917.

## الحضور في المجتمع

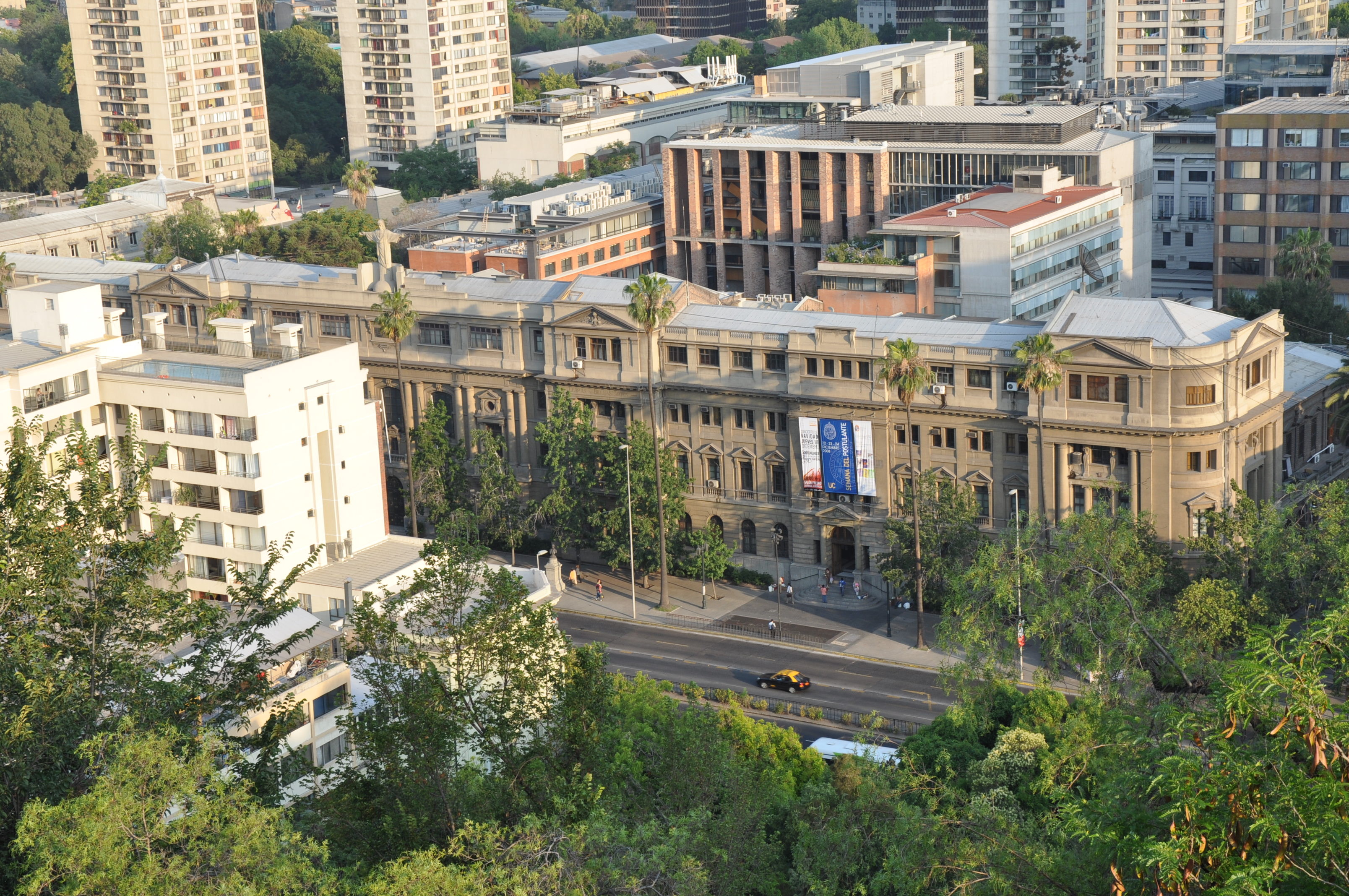
الجامعة الكاثوليكية البابوية في التشيلي؛ تحتل مقدمة الجامعات في أمريكا اللاتينية.

هناك ست جامعات الكاثوليكية في البلاد وهي الجامعة الكاثوليكية، الجامعة الكاثوليكية للمولي، الجامعة الكاثوليكية في الشمال، الجامعة الكاثوليكية البابوية لشيلي في سانتياغو، الجامعة الكاثوليكية البابوية في فالبارايسو، الجامعة الكاثوليكية تيموكو. وتُعتبر الجامعة البابوية يونيفرسيداد كاتوليكا دي تشيلي سانتياغو واحدة من «الكليات الأفضل في العالم والجامعات» في العام 2009 وذلك وفقًا في ليس نيوز اند وورلد ريبورت 2009، وصنفت جامعة يونيفرسيداد بونتفشالي كاتوليكا دي تشيلي في المركز الثاني بين 100 جامعة في أمريكا اللاتينية وذلك وفقاً للتصنيف للتصنيف الأكاديمي لجامعات العالم. الرئيس السابق للبلاد سبستيان بنييرا بين عام 2010 وعام 2014، وهو خريج جامعة يونيفرسيداد كاتوليكا دي تشيلي.
تدير الكنيسة الكاثوليكية العديد من المدارس الثانوية والابتدائية. واحدة من الأكثر شهرة هي كلية سانت جورج، التي تديرها تجمع الصليب المقدس. ثلث الرئساء التنفيذيين لأفضل 200 شركة في تشيلي هم من خريجي كلية سانت جورج. وقد سلط الضوء في الآونة الأخيرة على المدرسة من قبل خريجي المدرسة، أندريس وود، الذي أشرف على الفيلم الوثائقي.
تتخذ الحكومة عدد من الأعياد الكاثوليكية كأعياد وعطل وطنية (إن كانت خلال الأسبوع) وهو يوم الجمعة العظيمة، وعيد الميلاد، وعيد العذراء سيدة الكرمل، وعيد الحبل بلا دنس، عيد القديسين بطرس وبولس، وعيد رفع مريم وعيد جميع القديسين.

## الإلترام الديني

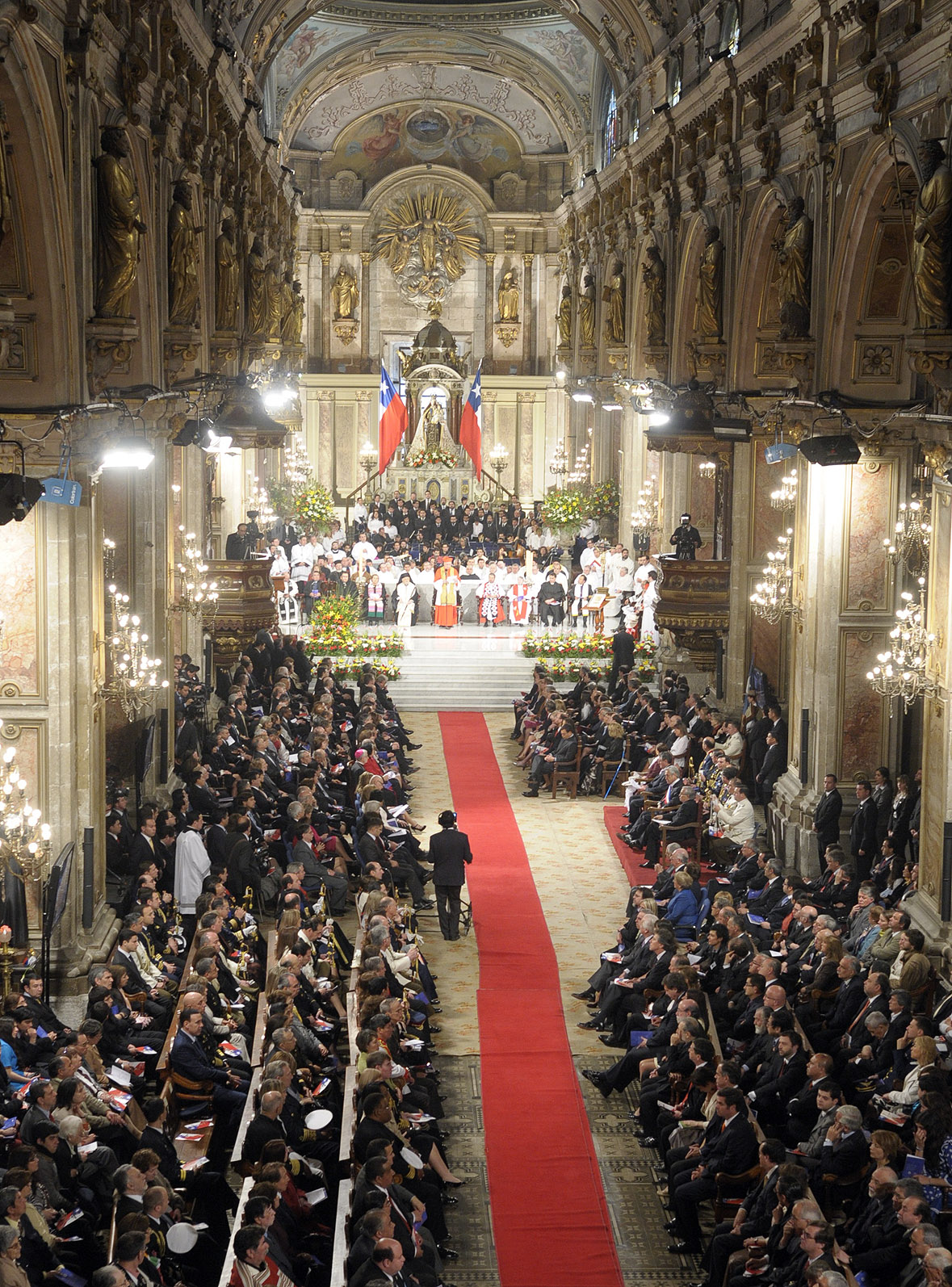
قداس في كاتدرائية متروبوليتان سانتياغو.

وجدت دراسة قامت بها مركز بيو للأبحاث عام 2014 أنَّ حوالي 72% من مسيحيي تشيلي يعتبرون للدين أهميَّة في حياتهم، ويؤمن حوالي 98% من الكاثوليك وحوالي 99% من البروتستانت بالله، ويؤمن حوالي 35% من الكاثوليك وحوالي 63% من البروتستانت بحرفيَّة الكتاب المقدس. وقد وجدت دراسة قامت بها مركز بيو للأبحاث عام 2014 أنَّ حوالي 35% من المسيحيين يُداومون على حضور القداس على الأقل مرة في الأسبوع. في حين أنَّ 51% من المسيحيين يُداومون على الصلاة يوميًا.
على المستوى المذهبي وجدت الدراسة أنَّ البروتستانت هي المجموعات الدينية التي تملك أعلى معدلات حضور وانتظام للطقوس الدينية مع وجود أغلبية من الملتزمين دينيًا. عمومًا يعتبر البروتستانت الإنجيليين أكثر تدينًا من الكاثوليك؛ وقد وجدت دراسة قامت بها مركز بيو للأبحاث عام 2014 أنَّ حوالي 56% من البروتستانت يُداوم على الصلاة يوميًا بالمقارنة مع 39% من الكاثوليك. ويقرأ حوالي 36% من البروتستانت الكتاب المقدس أسبوعيًا على الأقل بالمقارنة مع 8% من الكاثوليك. ويصُوم حوالي 31% من البروتستانت خلال الصوم الكبير بالمقارنة مع 15% من الكاثوليك. ويُداوم حوالي 51% من البروتستانت على حضور القداس على الأقل مرة في الأسبوع بالمقارنة مع 14% من الكاثوليك. ويُقدم حوالي 74% من البروتستانت الصدقة أو العُشور، بالمقارنة مع 35% من الكاثوليك. وقال حوالي 35% من البروتستانت أنهم يشتركون في قيادة مجلس الكنيسة أو مجموعات صلاة صغيرة أو التدريس في مدارس الأحد، بالمقارنة مع 5% من الكاثوليك.

### القضايا الإجتماعية والأخلاقية
عمومًا يعتبر البروتستانت أكثر محافظة اجتماعيًة بالمقارنة مع الكاثوليك؛ يعتبر حوالي 41% من البروتستانت الإجهاض عمل غير أخلاقي بالمقارنة مع 85% من الكاثوليك، ويعتبر حوالي 85% من البروتستانت المثلية الجنسية ممارسة غير اخلاقية وخطيئة بالمقارنة مع 71% من الكاثوليك، حوالي 83% من البروتستانت يعتبر شرب الكحول عمل غير أخلاقي بالمقارنة مع 55% من الكاثوليك، ويعتبر حوالي 51% من البروتستانت العلاقات الجنسية خارج إطار الزواج ممارسة غير أخلاقية بالمقارنة مع 18% من الكاثوليك، ويعتبر حوالي 67% من البروتستانت الطلاق عمل غير أخلاقي بالمقارنة مع 39% من الكاثوليك.